# BMW E36
BMW E36 var den tredje generation af bilfabrikanten BMWs 3-serie. Bilen kom på markedet i december 1990 som efterfølger for E30 og blev som sedan bygget frem til april 1998. Med teknikken fra E36 blev også BMW-modellerne Compact og Z3 bygget.
Fra april 1998 blev E36 løbende afløst af efterfølgeren E46. I august 2000 udgik Compact, mens Z3 fortsatte frem til december 2002.
De fleste af E30-varianterne kom også som E36, men der kom ikke nogen model med firehjulstræk, som først igen kunne fås i efterfølgeren E46. Derudover fandtes der en sportslig variant med kraftfuld sekscylindret motor (M3).
Fra efteråret 1997 kunne E36 fås med sideairbags.

## Modelhistorie
I denne modelserie blev den todørs sedan, som hos forgængeren havde samme mål som den firedørs, fra januar 1992 afløst af en fladere og bredere coupé. I marts 1993 kom cabrioletversionen, mens stationcarversionen Touring først fulgte i juni 1995.
I juni 1994 kom den tredørs version Compact med 20 centimeter kortere bagende på markedet; akselafstanden var den samme. I starten havde den løst monteret antenne, men fra 1995 og frem blev den indbygget i el-bagruden.
Compact videreførte nogle konstruktive træk fra E30, som f.eks. bagakslens byggemåde. Instrumentbrættet var nyudviklet, med valseformede ventilationsdyser og diverse kontakter fra E30. 316i Compact blev mellem maj 1999 og august 2000 solgt med en 1,9-litersmotor fra E46. Denne motor med 77 kW (105 hk) var med et drejningsmoment på 165 Nm ved 2500 omdr./min. samlet set mere "elastisk" at køre end 1,6-litersmotoren frem til 1999 med 150 Nm ved 3900 omdr./min. Udenfor Tyskland fandtes der andre motor- og karrosserikombinationer, f.eks. havde den amerikanske udgave af 318i Cabriolet fra 1996 M44-motoren med 103 kW (140 hk).
Baur byggede en cabrioletsedan i 310 eksemplarer (Baur-TC4). Den var baseret på E36 Limousine, som til dette formål havde fået demonteret bagruden og størstedelen af taget, men ikke ruderammerne. Stofkalechen gik fra bilens bagende over C-søjlerne op til forenden. På højde med B-søjlen var der blevet indbygget en tværbærer til forstivelse af taget; kalechen kunne i halvt åbnet tilstand befæstiges på denne. I denne stilling svarede bilen til en sedan med et lidt større, åbent soltag. TC4 kunne købes med alle til E36 Limousine tilgængelige benzin- og dieselmotorer.

## Produktionstidsrum
| Modelvariant | Typebetegnelse | Fra            | Til          |
| ------------ | -------------- | -------------- | ------------ |
| Limousine    | E36/4          | December 1990  | April 1998   |
| Coupé        | E36/2          | Januar 1992    | April 1999   |
| Cabriolet    | E36/2C         | Marts 1993     | April 1999   |
| Compact      | E36/5          | Juni 1994      | August 2000  |
| Touring      | E36/3          | Juni 1995      | Maj 1999     |
| M3 Coupé     | E36/2S         | September 1992 | April 1999   |
| M3 Cabriolet | E36/2CS        | Januar 1994    | April 1999   |
| M3 Limousine | E36/4S         | August 1994    | Februar 1998 |

## Karrosserivarianter
- BMW 3-serie Limousine
- BMW 3-serie Coupé (1992−1996)
- BMW 3-serie Cabriolet (1993−1996)
- BMW 3-serie Compact (1994−2000)
- BMW 3-serie Touring (1995−1996)
- BMW 3-serie Baur Cabrioletlimousine

## Specialmodeller
Mellem 1994 og 1995 blev specialmodellen 318iS Class II bygget. Den fandtes kun som Limousine og var en homologationsserie i 2500 eksemplarer, heraf 1000 til Tyskland. Den blev bygget samtidig med M3 GT, som den havde visse optiske træk fra. Ud over den standardmonterede M-pakke havde frontkofangeren en "M-læbe" med såkaldte "GT-hjørner" samt den todelte hækspoiler fra M3 GT. Det begrænsede oplag af M3 GT (356 eksemplarer) blev kun bygget og solgt i farven "British Racing Green", med undtagelse af én enkel bil i "Arktissilber Metallic". Kabinen i M3 GT havde visse ægte carbonapplikationer. Der fandtes også en M-Clubsport i et begrænset oplag på 500 eksemplarer.
| Tidsrum   | Betegnelse                   | Motor(er)               | Karrosseriform(er) | Styktal                        | Kort beskrivelse                                                                                  |
| --------- | ---------------------------- | ----------------------- | ------------------ | ------------------------------ | ------------------------------------------------------------------------------------------------- |
| 1993–1994 | 325is                        | M50B25                  |                    |                                | Kun for USA.                                                                                      |
| 1994      | M3 Euro-Spec                 | S50B30                  | Coupé              | 45                             | Kun for Canada. Fra 1996 regulært salg jf. USA-specifikationer.                                   |
| 1994–1995 | 318iS Class II               | M42B18                  | Limousine          | 2500 (1000 til Tyskland)       | Homologationsmodel for STW.                                                                       |
| 1994–1995 | M3 GT                        | S50B30 (effektøget)     | Coupé              | 356                            | Homologationsmodel for FIA GT class II, IMSA GT og langdistancerally.                             |
| 1995      | M3 LTW (Lightweight)         | S50B30                  | Coupé              | 100-125 (afvigende angivelser) | Kun for USA.                                                                                      |
| 1996      | M3 Compact                   | S50B32                  | Compact            | 1                              | Enkelt eksemplar bygget til jubilæum for tidsskriftet auto motor und sport, vundet i konkurrence. |
| 1997      | M Clubsport                  | 318is, 320i, 323i, 328i | Coupé              | 500                            | Kun for Tyskland.                                                                                 |
| 1998      | M3 Evo Imola Individual      | S50B32                  | Coupé              | 50                             | Kun for Storbritannien. Ofte fejlagtigt betegnet GT2.                                             |
| 1998      | M3 GT Individual             | S50B32                  | Coupé              | 50                             | Kun for Storbritannien.                                                                           |
| 1999      | M3 Anniversary Edition       | S52B32                  | Coupé, Cabriolet   | 50, 70                         | Kun Australien                                                                                    |
| 1999–2000 | 323ti Sports Limited Edition | M52B25                  | Compact            | Ikke begrænset                 | Kun for Tyskland.                                                                                 |

## Facelift
E36 var en af de få 3-serie modeller, som i sin samlede levetid blev produceret uden større optiske facelifts.
I oktober 1991 blev stabilisatorens ophængning og dens styring modificeret. Fra dette tidspunkt af blev forakselstabilisatoren på alle E36'ere styret af en længere, opadrettet pendulstav fra fjederbenet, ligesom på M3 i hele dennes produktionstid.
I september 1993 fik E36 sit første mindre facelift, hvor sidespejlene fik støjreducerende kno-pper på indersiden og forkofangeren blev erstattet af en mere moderne version. Samtidig fik modellen som standard sideblinklys i forskærmene.
Den mest iøjnefaldende kosmetiske ændring af E36 var fra foråret 1996 små modifikationer af forlygterne (lysteknik) og blinklysene i forskærmene, samt BMW-nyrerne og kofangeren fortil og bagtil.
Hvor de første modeller stadigvæk havde H1-linseforlygter samt lysegrå kunststofkofangere med store køleluftåbninger, fik den faceliftede E36 H7-forlygter, aerodynamisk optimerede sidespejle og forlygteafdækninger (fortsat med små støjdæmpende kno-pper) samt sideblinklys integreret i forskærmene.
Den faceliftede model havde ligeledes let V-formede og udadrettede BMW-nyrer samt mørkere grå sidelister og kunststofkofangere med fint ribbede køleluftindtag og en gennemgående horisontal fuge. Grunden hertil var, at kofangeren nu også mod merpris kunne bestilles i bilens farve.
De standardmonterede, heldækkende hjulkapsler af kunststof beholdt deres grundlæggende design, men blev med faceliftet lidt bredere og tredimensionelt designet og forsynet med en stærkere glinsende klar lak. Kabinen i den faceliftede E36 havde nyt indtræk og førerairbag som standardudstyr. I biler med passagerairbag, som var ekstraudstyr, havde cockpittet en lidt mere moderne udformning, da handskerummet foran passagersædet bortfaldt og cockpittet blev let skrånende. Modellen fik også et optisk betydeligt mere attraktivt airbagrat med farvet BMW-emblem, som hidtil kun havde været præget i kunststoffet.
- BMW 323i Limousine (1996–1998)
- BMW 320i Cabriolet (1996–1999)
- Bagfra

## Tidslinje
1990
December: Introduktion af E36 Limousine i følgende versioner:
- 316i 73 kW (99 hk)
- 318i 83 kW (113 hk)
- 320i 110 kW (150 hk)
- 325i 141 kW (192 hk)

1991
Oktober: Dieselversion 325td med 85 kW (115 hk).
1992
Januar: Todørs coupé med følgende motorer:
- 318is 103 kW (140 hk)
- 320i 110 kW (150 hk)
- 325i 142 kW (193 hk)

September: M3 Coupé med 210 kW (286 hk).
1993
Marts: Todørs cabriolet med følgende motorer:
- 318i 85 kW (115 hk)
- 320i 110 kW (150 hk)
- 325i 141 kW (192 hk)

September: Mindre facelift. 316i og 318i nu med 75 kW (102 hk) hhv. 85 kW (115 hk). Coupé nu også som 316i med 75 kW (102 hk).
Oktober: Turbodiesel 325tds med ladeluftkøler og 105 kW (143 hk).
1994
Juni: Introduktion af den tredørs 316i Compact med 75 kW (102 hk).
August:
- Firecylindret turbodiesel 318tds med 66 kW (90 hk).
- Compact nu også som 318ti med 103 kW (140 hk).
- M3 nu også som Limousine.

1995
Januar: 325i afløses af 323i med 125 kW (170 hk) og 328i med 142 kW (193 hk).
Juni: Introduktion af stationcarversion Touring med følgende motorer:
- 318i 85 kW (115 hk)
- 320i 110 kW (150 hk)
- 328i 142 kW (193 hk)
- 318tds 66 kW (90 hk)
- 325tds 105 kW (143 hk)

September: M3 nu 3,2 liter med 236 kW (321 hk).
1996
Forår: Mindre facelift.
September: 318is/ti nu 1,9 liter, men med uændret effekt.
1997
September:
- Touring nu også som 316i med 75 kW (102 hk).
- Compact nu også som 323ti med 125 kW (170 hk).
- Mulighed for sideairbags som ekstraudstyr til samtlige versioner.

1998
April: E36 Limousine afløses af E46. Cabriolet, Coupé, Compact og Touring fortsætter uændret.
1999
April: Ny Cabriolet og Coupé.
Maj:
- 316i Compact nu 1,9 liter med 77 kW (105 hk) fra E46.
- 318ti Compact udgår.
- Ny Touring.

2000
August: Compact udgår som den sidste E36-model. Den E46-baserede afløser følger året efter.

## Tekniske data

### Benzinmotorer
|                                                | 316i                             | 316i                             | 316i                             | 316g1                             | 318i                             | 318i                            | 318is/ti                        | 318is/ti                        |
| Byggeperiode                                   | 1990−1993                        | 1993−1999                        | 1999−2000                        | 1995−2000                         | 1990−1993                        | 1993−1999                       | 1991−1996                       | 1996−1999                       |
| Varianter2                                     | 1                                | 1, 2, 3, 5                       | 5                                | 5                                 | 1                                | 1, 2, 4                         | 1, 3, 5                         | 1, 3, 5                         |
| Motordata                                      |                                  |                                  |                                  |                                   |                                  |                                 |                                 |                                 |
| Motorkode                                      | M40B16                           | M43B16                           | M43B19                           | M43B16                            | M40B18                           | M43B18                          | M42B18                          | M44B19                          |
| Motortype                                      | R4-benzinmotor                   | R4-benzinmotor                   | R4-benzinmotor                   | R4-benzinmotor                    | R4-benzinmotor                   | R4-benzinmotor                  | R4-benzinmotor                  | R4-benzinmotor                  |
| Antal ventiler pr. cylinder                    | 2                                | 2                                | 2                                | 2                                 | 2                                | 2                               | 4                               | 4                               |
| Ventilstyring                                  | OHC, tandrem                     | OHC, kæde                        | OHC, kæde                        | OHC, kæde                         | OHC, tandrem                     | OHC, kæde                       | DOHC, kæde                      | DOHC, kæde                      |
| Fødesystem                                     | Multipoint                       | Multipoint                       | Multipoint                       | Multipoint                        | Multipoint                       | Multipoint                      | Multipoint                      | Multipoint                      |
| Trykladning                                    | –                                | –                                | –                                | –                                 | –                                | –                               | –                               | –                               |
| Køling                                         | Vandkøling                       | Vandkøling                       | Vandkøling                       | Vandkøling                        | Vandkøling                       | Vandkøling                      | Vandkøling                      | Vandkøling                      |
| Boring × slaglængde                            | 84,0 × 72,0 mm                   | 84,0 × 72,0 mm                   | 85,0 × 83,5 mm                   | 84,0 × 72,0 mm                    | 84,0 × 81,0 mm                   | 84,0 × 81,0 mm                  | 84,0 × 81,0 mm                  | 85,0 × 83,5 mm                  |
| Slagvolume                                     | 1596 cm³                         | 1596 cm³                         | 1895 cm³                         | 1596 cm³                          | 1796 cm³                         | 1796 cm³                        | 1796 cm³                        | 1895 cm³                        |
| Kompressionsforhold                            | 9,0:1                            | 9,7:1                            | 9,7:1                            |                                   | 8,8:1                            | 9,7:1                           | 10,0:1                          | 10,0:1                          |
| Maks. effekt ved omdr./min.                    | 73 kW (99 hk)3 5500              | 75 kW (102 hk) 5500              | 77 kW (105 hk) 5300              | 60 kW (82 hk) 5500                | 83 kW (113 hk)4 5500             | 85 kW (115 hk) 5500             | 103 kW (140 hk) 6000            | 103 kW (140 hk) 6000            |
| Maks. drejningsmoment ved omdr./min.           | 141 Nm3 4250                     | 150 Nm 3900                      | 165 Nm 2500                      | 127 Nm 3900                       | 162 Nm4 4250                     | 168 Nm 3900                     | 175 Nm 4500                     | 180 Nm 4300                     |
| Kraftoverførsel                                |                                  |                                  |                                  |                                   |                                  |                                 |                                 |                                 |
| Drivende hjul                                  | Baghjul                          | Baghjul                          | Baghjul                          | Baghjul                           | Baghjul                          | Baghjul                         | Baghjul                         | Baghjul                         |
| Gearkasse (standardudstyr)                     | 5-trins manuel                   | 5-trins manuel                   | 5-trins manuel                   | 5-trins manuel                    | 5-trins manuel                   | 5-trins manuel                  | 5-trins manuel                  | 5-trins manuel                  |
| Gearkasse (ekstraudstyr)                       | 4-trins automatisk               | 4-trins automatisk               | 4-trins automatisk               | –                                 | 4-trins automatisk               | 4-trins automatisk              | 4-trins automatisk              | 4-trins automatisk              |
| Præstationer (Limousine/Coupé)5                |                                  |                                  |                                  |                                   |                                  |                                 |                                 |                                 |
| Topfart                                        | 191 km/t (189 km/t)              | 195 km/t (192 km/t)              | –                                | –                                 | 198 km/t                         | 201 km/t (200 km/t)             | 213 km/t6 (207 km/t)            | 213 km/t6 (207 km/t)            |
| Acceleration 0-100 km/t                        | 13,1 sek. (15,0 sek.)            | 12,7 sek. (14,2 sek.)            | –                                | –                                 | 11,5 sek. (12,8 sek.)            | 11,3 sek. (12,3 sek.)           | 10,2 sek. (11,6 sek.)           | 10,2 sek. (11,2 sek.)           |
| Brændstofforbrug pr. 100 km ved blandet kørsel | 7,5 liter3 (7,8 liter) Blyfri 95 | 7,7 liter (8,4 liter) Blyfri 95  | –                                | –                                 | 7,8 liter4 (8,1 liter) Blyfri 95 | 7,9 liter (8,6 liter) Blyfri 95 | 7,7 liter (7,9 liter) Blyfri 95 | 8,0 liter (8,8 liter) Blyfri 95 |
| CO2-udslip ved blandet kørsel                  |                                  | 182 g/km (199 g/km)              | –                                | –                                 |                                  | 187 g/km (204 g/km)             |                                 | 190 g/km (209 g/km)             |
| Præstationer (Compact)5                        |                                  |                                  |                                  |                                   |                                  |                                 |                                 |                                 |
| Topfart                                        | –                                | 188 km/t (183 km/t)              | 190 km/t (185 km/t)              |                                   | –                                | –                               | 209 km/t (202 km/t)             | 209 km/t (202 km/t)             |
| Acceleration 0-100 km/t                        | –                                | 12,3 sek. (13,8 sek.)            | 11,9 sek. (13,3 sek.)            | 15,6 sek.                         | –                                | –                               | 9,9 sek. (11,2 sek.)            | 9,9 sek. (10,8 sek.)            |
| Brændstofforbrug pr. 100 km ved blandet kørsel | –                                | 7,7 liter (8,9 liter) Blyfri 95  | 7,6 liter (8,9 liter) Blyfri 95  |                                   | –                                | –                               | 7,9 liter (8,1 liter) Blyfri 95 | 7,9 liter (8,8 liter) Blyfri 95 |
| CO2-udslip ved blandet kørsel                  | –                                | 182 g/km (211 g/km)              | 183 g/km (213 g/km)              |                                   | –                                | –                               |                                 | 187 g/km (209 g/km)             |
| Præstationer (Touring)5                        |                                  |                                  |                                  |                                   |                                  |                                 |                                 |                                 |
| Topfart                                        | –                                | 191 km/t (185 km/t)              | –                                | –                                 | –                                | 197 km/t (194 km/t)             | –                               | –                               |
| Acceleration 0-100 km/t                        | –                                | 13,2 sek. (15,7 sek.)            | –                                | –                                 | –                                | 11,7 sek. (12,8 sek.)           | –                               | –                               |
| Brændstofforbrug pr. 100 km ved blandet kørsel | –                                | 8,1 liter (9,0 liter) Blyfri 95  | –                                | –                                 | –                                | 8,0 liter (8,8 liter) Blyfri 95 | –                               | –                               |
| CO2-udslip ved blandet kørsel                  | –                                | 191 g/km (214 g/km)              | –                                | –                                 | –                                | 189 g/km (204 g/km)             | –                               | –                               |
| Præstationer (Cabriolet)5                      |                                  |                                  |                                  |                                   |                                  |                                 |                                 |                                 |
| Topfart                                        | –                                | –                                | –                                | –                                 | –                                | 194 km/t (189 km/t)             | –                               | –                               |
| Acceleration 0-100 km/t                        | –                                | –                                | –                                | –                                 | –                                | 12,5 sek. (13,7 sek.)           | –                               | –                               |
| Brændstofforbrug pr. 100 km ved blandet kørsel | –                                | –                                | –                                | –                                 | –                                | 8,0 liter (8,8 liter) Blyfri 95 | –                               | –                               |
| CO2-udslip ved blandet kørsel                  | –                                | –                                | –                                | –                                 | –                                | 189 g/km (209 g/km)             | –                               | –                               |
|                                                | 320i                             | 320i                             | 323(t)i                          | 325i                              | 328i                             | M3                              | M3                              | M3 GT                           |
| Byggeperiode                                   | 1990−1994                        | 1994−1999                        | 1995−2000                        | 1990−1995                         | 1995−1999                        | 1992−1995                       | 1995−2000                       | 1994−1995                       |
| Varianter2                                     | 1, 3, 4                          | 1, 2, 3, 4                       | 1, 2, 3, 4, 5                    | 1                                 | 1, 2, 3, 4                       | 1, 3, 4                         | 1, 3, 4                         | 3                               |
| Motordata                                      |                                  |                                  |                                  |                                   |                                  |                                 |                                 |                                 |
| Motorkode                                      | M50B20                           | M52B20                           | M52B25                           | M50B25                            | M52B28                           | S50B30                          | S50B32                          | S50B30                          |
| Motortype                                      | R6-benzinmotor                   | R6-benzinmotor                   | R6-benzinmotor                   | R6-benzinmotor                    | R6-benzinmotor                   | R6-benzinmotor                  | R6-benzinmotor                  | R6-benzinmotor                  |
| Antal ventiler pr. cylinder                    | 4                                | 4                                | 4                                | 4                                 | 4                                | 4                               | 4                               | 4                               |
| Ventilstyring                                  | DOHC, kæde                       | DOHC, kæde                       | DOHC, kæde                       | DOHC, kæde                        | DOHC, kæde                       | DOHC, kæde                      | DOHC, kæde                      | DOHC, kæde                      |
| Fødesystem                                     | Multipoint                       | Multipoint                       | Multipoint                       | Multipoint                        | Multipoint                       | Multipoint                      | Multipoint                      | Multipoint                      |
| Trykladning                                    | –                                | –                                | –                                | –                                 | –                                | –                               | –                               | –                               |
| Køling                                         | Vandkøling                       | Vandkøling                       | Vandkøling                       | Vandkøling                        | Vandkøling                       | Vandkøling                      | Vandkøling                      | Vandkøling                      |
| Boring × slaglængde                            | 80,0 x 66,0 mm                   | 80,0 x 66,0 mm                   | 84,0 × 75,0 mm                   | 84,0 × 75,0 mm                    | 84,0 × 84,0 mm                   | 86,0 × 85,8 mm                  | 86,4 × 91,0 mm                  | 86,0 × 85,8 mm                  |
| Slagvolume                                     | 1991 cm³                         | 1991 cm³                         | 2494 cm³                         | 2494 cm³                          | 2793 cm³                         | 2990 cm³                        | 3201 cm³                        | 2990 cm³                        |
| Kompressionsforhold                            | 10,5:1                           | 11,0:1                           | 10,5:1                           | 10,0:1                            | 10,2:1                           | 10,8:1                          | 11,3:1                          |                                 |
| Maks. effekt ved omdr./min.                    | 110 kW (150 hk) 5900             | 110 kW (150 hk) 5900             | 125 kW (170 hk) 5500             | 141 kW (192 hk) 5900              | 142 kW (193 hk) 5300             | 210 kW (286 hk) 7000            | 236 kW (321 hk) 7400            | 217 kW (295 hk) 7000            |
| Maks. drejningsmoment ved omdr./min.           | 190 Nm 47007                     | 190 Nm 4200                      | 245 Nm 3950                      | 245 Nm 47008                      | 280 Nm 3950                      | 320 Nm 3600                     | 350 Nm 3250                     | 323 Nm 3900                     |
| Kraftoverførsel                                |                                  |                                  |                                  |                                   |                                  |                                 |                                 |                                 |
| Drivende hjul                                  | Baghjul                          | Baghjul                          | Baghjul                          | Baghjul                           | Baghjul                          | Baghjul                         | Baghjul                         | Baghjul                         |
| Gearkasse (standardudstyr)                     | 5-trins manuel                   | 5-trins manuel                   | 5-trins manuel                   | 5-trins manuel                    | 5-trins manuel                   | 5-trins manuel                  | 6-trins manuel                  | 5-trins manuel                  |
| Gearkasse (ekstraudstyr)                       | 5-trins automatisk               | 5-trins automatisk               | 5-trins automatisk               | 5-trins automatisk                | 5-trins automatisk               | 5-trins automatisk              | –                               | 6-trins sekventiel              |
| Præstationer (Limousine/Coupé)5                |                                  |                                  |                                  |                                   |                                  |                                 |                                 |                                 |
| Topfart                                        | 214 km/t                         | 214 km/t                         | 227 km/t (224 km/t)              | 233 km/t (231 km/t)               | 236 km/t (232 km/t)              | 250 km/t9                       | 250 km/t9                       | 250 km/t9                       |
| Acceleration 0-100 km/t                        | 10,0 sek. (11,0 sek.)            | 9,9 sek. (10,6 sek.)             | 8,0 sek. (9,0 sek.)              | 8,0 sek. (9,0 sek.)               | 7,3 sek. (7,8 sek.)              | 6,0 sek.                        | 5,5 sek.                        |                                 |
| Brændstofforbrug pr. 100 km ved blandet kørsel | 8,7 liter (8,0 liter) Blyfri 95  | 9,0 liter (10,1 liter) Blyfri 95 | 9,0 liter (10,1 liter) Blyfri 95 | 8,4 liter (7,7 liter)10 Blyfri 95 | 9,2 liter (10,2 liter) Blyfri 95 | 13,0 liter Blyfri 98            | 11,0 liter Blyfri 98            |                                 |
| CO2-udslip ved blandet kørsel                  |                                  | 213 g/km (240 g/km)              | 213 g/km (240 g/km)              |                                   | 218 g/km (243 g/km)              |                                 | 267 g/km                        |                                 |
| Præstationer (Compact)5                        |                                  |                                  |                                  |                                   |                                  |                                 |                                 |                                 |
| Topfart                                        | –                                | –                                | 230 km/t (225 km/t)              | –                                 | –                                | –                               | –                               | –                               |
| Acceleration 0-100 km/t                        | –                                | –                                | 7,8 sek. (8,6 liter)             | –                                 | –                                | –                               | –                               | –                               |
| Brændstofforbrug pr. 100 km ved blandet kørsel | –                                | –                                | 9,2 liter (10,4 liter) Blyfri 95 | –                                 | –                                | –                               | –                               | –                               |
| CO2-udslip ved blandet kørsel                  | –                                | –                                | 221 g/km (249 g/km)              | –                                 | –                                | –                               | –                               | –                               |
| Præstationer (Touring)5                        |                                  |                                  |                                  |                                   |                                  |                                 |                                 |                                 |
| Topfart                                        | –                                | 212 km/t (208 km/t)              | 223 km/t (219 km/t)              | –                                 | 230 km/t (225 km/t)              | –                               | –                               | –                               |
| Acceleration 0-100 km/t                        | –                                | 10,2 sek. (11,0 sek.)            | 8,3 sek. (9,3 sek.)              | –                                 | 7,4 sek. (8,0 sek.)              | –                               | –                               | –                               |
| Brændstofforbrug pr. 100 km ved blandet kørsel | –                                | 9,1 liter (10,1 liter) Blyfri 95 | 9,1 liter (10,1 liter) Blyfri 95 | –                                 | 9,3 liter (10,2 liter) Blyfri 95 | –                               | –                               | –                               |
| CO2-udslip ved blandet kørsel                  | –                                | 215 g/km (240 g/km)              | 215 g/km (240 g/km)              | –                                 | 221 g/km (243 g/km)              | –                               | –                               | –                               |
| Præstationer (Cabriolet)5                      |                                  |                                  |                                  |                                   |                                  |                                 |                                 |                                 |
| Topfart                                        | 211 km/t (207 km/t)              | 211 km/t (207 km/t)              | 218 km/t (215 km/t)              | 229 km/t                          | 230 km/t (226 km/t)              | 250 km/t9                       | 250 km/t9                       | –                               |
| Acceleration 0-100 km/t                        | 10,6 sek. (11,4 sek.)            | 10,6 sek. (11,4 sek.)            | 8,6 sek. (9,7 sek.)              | 8,6 sek.                          | 7,7 sek. (8,4 sek.)              | 6,2 sek.                        | 5,6 sek.                        | –                               |
| Brændstofforbrug pr. 100 km ved blandet kørsel | 9,1 liter Blyfri 95              | 9,1 liter Blyfri 95              | 9,1 liter (10,3 liter) Blyfri 95 | 9,1 liter                         | 9,3 liter (10,4 liter) Blyfri 95 | 13,0 liter Blyfri 98            | 11,1 liter Blyfri 98            | –                               |
| CO2-udslip ved blandet kørsel                  | 215 g/km                         | 215 g/km                         | 215 g/km (245 g/km)              |                                   | 221 g/km (248 g/km)              |                                 | 270 g/km                        | –                               |

Samtlige versioner med benzinmotor er E10-kompatible (med undtagelse af Alpina til og med december 1997).

### Alpina
|                                                | B6 2,8               | B3 3,0                  | B3 3,2                  | B8 4,6               |
| Byggeperiode                                   | 3/1992−7/1993        | 4/1993−2/1996           | 4/1996−3/1999           | 1/1995−11/1998       |
| Antal produceret                               | 136                  | 749                     | 342                     | 221                  |
| Motordata                                      |                      |                         |                         |                      |
| Motortype                                      | R6-benzinmotor       | R6-benzinmotor          | R6-benzinmotor          | V8-benzinmotor       |
| Antal ventiler pr. cylinder                    | 4                    | 4                       | 4                       | 4                    |
| Ventilstyring                                  | DOHC, tandrem        | DOHC, kæde              | DOHC, kæde              | 2 × DOHC, kæde       |
| Fødesystem                                     | Monopoint            | Monopoint               | Monopoint               | Monopoint            |
| Trykladning                                    | –                    | –                       | –                       | –                    |
| Køling                                         | Vandkøling           | Vandkøling              | Vandkøling              | Vandkøling           |
| Boring × slaglængde                            |                      | 86,0 × 86,0 mm          | 86,4 × 89,6 mm          | 93,0 × 85,0 mm       |
| Slagvolume                                     | 2752 cm³             | 2997 cm³                | 3152 cm³                | 4619 cm³             |
| Kompressionsforhold                            |                      | 10,5:1                  | 10,5:1                  | 10,5:1               |
| Maks. effekt ved omdr./min.                    | 177 kW (240 hk) 5900 | 184 kW (250 hk) 5700    | 195 kW (265 hk) 5800    | 245 kW (333 hk) 5700 |
| Maks. drejningsmoment ved omdr./min.           | 293 Nm 4700          | 320 Nm 4400             | 330 Nm 4400             | 470 Nm 3900          |
| Kraftoverførsel                                |                      |                         |                         |                      |
| Drivende hjul                                  | Baghjul              | Baghjul                 | Baghjul                 | Baghjul              |
| Gearkasse (standardudstyr)                     |                      | 5-trins manuel          | 6-trins manuel          | 6-trins manuel       |
| Gearkasse (ekstraudstyr)                       |                      | 5-trins automatisk (ZF) | 5-trins automatisk (ZF) | –                    |
| Præstationer (Limousine/Coupé)                 |                      |                         |                         |                      |
| Topfart                                        | >250 km/t            | >255 km/t               | >260 km/t               | >280 km/t            |
| Acceleration 0-100 km/t                        | 6,9 sek.             | 6,1 sek.                | 5,9 sek.                | 5,6 sek.             |
| Brændstofforbrug pr. 100 km ved blandet kørsel | 13,2 liter Blyfri 98 | 13,2 liter Blyfri 98    | 13,2 liter Blyfri 98    | 16,6 liter Blyfri 98 |
| Præstationer (Cabriolet)                       |                      |                         |                         |                      |
| Topfart                                        | –                    | >255 km/t               | >260 km/t               | –                    |
| Acceleration 0-100 km/t                        | –                    | 6,8 sek.                | 5,9 sek.                | –                    |
| Brændstofforbrug pr. 100 km ved blandet kørsel | –                    | 13,4 liter Blyfri 98    | 13,2 liter Blyfri 98    | –                    |

### Dieselmotorer
|                                                | 318tds                    | 325td                        | 325tds                       |
| Byggeperiode                                   | 1994−2000                 | 1991−1998                    | 1993−1999                    |
| Varianter1                                     | 1, 2, 5                   | 1                            | 1, 2                         |
| Motordata                                      |                           |                              |                              |
| Motorkode                                      | M41D17                    | M51D25                       | M51D25                       |
| Motortype                                      | R4-dieselmotor            | R6-dieselmotor               | R6-dieselmotor               |
| Antal ventiler pr. cylinder                    | 2                         | 2                            | 2                            |
| Ventilstyring                                  | OHC, Knast Kæde           | OHC, Knast Kæde              | OHC, Knast Kæde              |
| Fødesystem                                     | Hvirvelkammer             | Hvirvelkammer                | Hvirvelkammer                |
| Trykladning                                    | Turbolader, ladeluftkøler | Turbolader                   | Turbolader, ladeluftkøler    |
| Køling                                         | Vandkøling                | Vandkøling                   | Vandkøling                   |
| Boring × slaglængde                            | 80,0 × 82,8 mm            | 80,0 × 82,8 mm               | 80,0 × 82,8 mm               |
| Slagvolume                                     | 1665 cm³                  | 2497 cm³                     | 2497 cm³                     |
| Kompressionsforhold                            | 22,0:1                    | 22,0:1                       | 22,0:1                       |
| Maks. effekt ved omdr./min.                    | 66 kW (90 hk) 4400        | 85 kW (115 hk) 4800          | 105 kW (143 hk) 4800         |
| Maks. drejningsmoment ved omdr./min.           | 190 Nm 2000               | 222 Nm 1900                  | 260 Nm 2200                  |
| Kraftoverførsel                                |                           |                              |                              |
| Drivende hjul                                  | Baghjul                   | Baghjul                      | Baghjul                      |
| Gearkasse (standardudstyr)                     | 5-trins manuel            | 5-trins manuel               | 5-trins manuel               |
| Gearkasse (ekstraudstyr)                       | –                         | 4-trins automatisk           | 5-trins automatisk           |
| Præstationer (Limousine)2                      |                           |                              |                              |
| Topfart                                        | 182 km/t                  | 198 km/t (194 km/t)          | 214 km/t (211 km/t)          |
| Acceleration 0-100 km/t                        | 14,2 sek.                 | 12,0 sek. (12,8 sek.)        | 10,4 sek. (10,8 sek.)        |
| Brændstofforbrug pr. 100 km ved blandet kørsel | 6,5 liter Diesel          | 7,4 liter (8,4 liter) Diesel | 7,3 liter (8,3 liter) Diesel |
| CO2-udslip ved blandet kørsel                  | 173 g/km                  | 195 g/km (221 g/km)          | 193 g/km (219 g/km)          |
| Præstationer (Compact)2                        |                           |                              |                              |
| Topfart                                        | 175 km/t                  | –                            | –                            |
| Acceleration 0-100 km/t                        | 13,9 sek.                 | –                            | –                            |
| Brændstofforbrug pr. 100 km ved blandet kørsel | 6,4 liter Diesel          | –                            | –                            |
| CO2-udslip ved blandet kørsel                  | 168 g/km                  | –                            | –                            |
| Præstationer (Touring)2                        |                           |                              |                              |
| Topfart                                        | 179 km/t                  | –                            | 206 km/t (204 km/t)          |
| Acceleration 0-100 km/t                        | 14,5 sek.                 | –                            | 10,5 sek. (11,0 sek.)        |
| Brændstofforbrug pr. 100 km ved blandet kørsel | 6,5 liter Diesel          | –                            | 7,3 liter (8,6 liter) Diesel |
| CO2-udslip ved blandet kørsel                  | 173 g/km                  | –                            | 193 g/km (227 g/km)          |

Begge dieselmotorerne "M41" (med fire cylindre) og "M51" (med seks cylindre) er mekanisk set identiske; den eneste forskel på motorerne er antallet af cylindre.

## Design
E36 var udstyret med en skråt opstigende front, som ikke længere ligesom på ældre BMW-modeller hang ud fortil hvilket skulle øge fodgængersikkerheden. Ved ulykker med indblandede fodgængere kunne disse nu "rulle" op over motorhjelmen og blev ikke længere − som tidligere ofte − voldsomt kvæstet af det udhængende frontparti. De dobbelte forlygter var nu monteret bag en glasafdækning og bagenden var blevet hævet. Instrumentbrættet var rundere og pænere end på forgængeren E30. Et designelement, som i forhold til BMW's limousinemodeller kun fandtes på E36, var de op i taget trukne dørrammer, som ligeledes blev benyttet på den næsten samtidigt introducerede Volkswagen Golf III.
Nyt i E36-serien var den omstændighed, at den todørs udgave fik et formelt eget karrosseri og blev betegnet "Coupé". Herved kunne frontpartiet ved uændret siddeposition forlænges, idet forruden blev forskudt bagud og for at passe til instrumentbrættet blev forkortet. Dørene var ikke kun − som ellers normalt på todørs biler − længere, men havde heller ingen ruderammer. Ligeledes var taget, bagpartiet og baglygterne på Coupé fladere udformede.

## Passiv sikkerhed
I en kollisionstest udført af det tyske fagtidsskrift auto motor und sport i 1991 fik E36 et godt resultat. Bilen blev med 50 procents overdækning og en hastighed på 55 km/t stødt ind i en ikke deformerbar, 100 tons tung betonblok. Herved blev kvæstelsesrisikoen betragtet som lav, men deformationen af karrosseriet som voldsom. Den testede bil var en 325i uden airbags. Ligeså gik det E36 i en af BMW selv udført kollisionstest, hvor en E36 Compact med 60 km/t blev stødt ind i en 100 tons tung betonblok.
I Euro NCAP's kollisionstest gik det derimod dårligt: Den testede 3-serie Limousine fik to ud af fem mulige stjerner, hvoraf den ene på grund af en kvæstelsesrisiko ved førerpladsen var overstreget. Her skal det dog bemærkes, at E36 blev udviklet længe før Euro NCAP's grundlæggelse, hvorfor modellens konstruktion ikke var beregnet til deres testbetingelser.
Efterfølgeren E46 fik derimod fire stjerner, og både E90 og F30 sågar fem stjerner (alle de testede biler af efterfølgerne var venstrestyrede). På flere brugtbilstests i Auto Bild, som til dels bygger på erfaringer fra TÜV, blev der især refereret til forhjulsophængenes svaghed. Disse viste allerede efter 25.000 kørte kilometre de første tegn på slitage.
Det svenske forsikringsselskab Folksam vurderer flere forskellige bilmodeller ud fra oplysninger fra virkelige ulykker, hvorved risikoen for død eller invaliditet i tilfælde af en ulykke måles. I rapporterne Hur säker är bilen? er/var BMW E36 klassificeret som følger:
- 1999: Mindst 20% bedre end middelbilen[9]
- 2001: Som middelbilen[10]
- 2003: Mindst 15% bedre end middelbilen[11]
- 2005: Mindst 15% bedre end middelbilen[12]
- 2007: Som middelbilen[13]
- 2009: Som middelbilen[14]
- 2011: Som middelbilen[15]
- 2013: Som middelbilen[16]
- 2015: Som middelbilen[17]

## Roadster (Z3)
Roadsteren Z3 (fremstillet mellem september 1994 og december 2002) havde modelbetegnelsen E36/7, og dens coupéversion E36/8. Begge var bygget på samme platform som E36 Compact, og benyttede flere af de samme dele i kabinen.